# تالیا بالسام
تالیا بالسام (انگلیسی: Talia Balsam؛ زادهٔ ۵ مارس ۱۹۵۹) یک هنرپیشه، و بازیگر سینما اهل ایالات متحده آمریکا است. وی از سال ۱۹۷۷ میلادی تاکنون مشغول فعالیت بوده‌است.
از فیلم‌ها یا برنامه‌های تلویزیونی که وی در آن نقش داشته است می‌توان به فقط برای سکس، ارزش، کیک خواران، خون‌سرد و حواس‌پرتی اشاره کرد.